# Linn (Krefeld)
Linn – dzielnica miasta Krefeld w Niemczech, w kraju związkowym Nadrenia Północna-Westfalia, w rejencji Düsseldorf.

## Historia
Najstarsza wzmianka o Linnie znajduje się w dokumencie Kaiserswerth, który powstał pomiędzy 1090 a 1120 rokiem. Pierwsza wzmianka o zamku w Linn pojawiła się w dokumentach w roku 1299. W tym czasie Linn należał do księstwa Kleve (1265–1392/94). Miasto Linn zostało założone w pierwszej połowie XIV wieku przez hrabiego Dietricha VIII z Kleve na wschodzie przedzamcza zamku Linn.

## Populacja

### Demografia
Według spisu ludności z 2023 roku w dzielnicy Linn mieszkało 5866 mieszkańców, z czego 2873 to mężczyźni, a 2993 to kobiety. 4963 mieszkańców dzielnicy ma pochodzenie niemieckie, a 903 pochodzenie zagraniczne.